# Jakub Sucháček
Jakub Sucháček (* 17. November 1978 in Čeladná) ist ein ehemaliger tschechischer Skispringer.

## Werdegang
Sucháček nahm 1990 an ersten FIS-Wettkämpfen teil. Im Januar 1994 startete er in Liberec erstmals im Weltcup. Nachdem er wenig später bei der in Breitenwang ausgetragenen Juniorenweltmeisterschaft 1994 mit dem Team die Silbermedaille gewinnen konnte, nahm er als 15-Jähriger an der Skiflug-Weltmeisterschaft 1994 in Planica teil und belegte den 27. Platz. Ab der Saison 1994/95 startete er regelmäßig im Weltcup. Dabei konnte er mehrfach unter die besten Zehn springen, hatte aber auch öfter schlechte Sprünge und landete dann im hinteren Teil des Feldes. Am 29. Januar 1995 konnte er beim Springen in Lahti mit einem zweiten Platz das beste Ergebnis seiner Karriere feiern. Drei Tage später in Kuopio wurde er nur 50. und somit letzter. Bei der Nordischen Skiweltmeisterschaft 1995 in Thunder Bay, an der er ebenfalls teilnahm, wurde er von der Großschanze 25. und verpasste von der Normalschanze als 32. das Finale. In der Folgesaison 1995/96 blieben seine Leistungen ähnlich inkonstant. Bei der Skiflug-Weltmeisterschaft 1996 am Kulm gelang ihm mit einem neunten Platz das beste Saisonergebnis. Im Winter 1996/97 stabilisierte sich seine Form und er konnte, bis auf einige Springen, bei denen er unter die besten Zehn kam, konstante Leistungen im Mittelfeld erbringen. Bei der Nordischen Skiweltmeisterschaft 1997 in Trondheim gelangen ihm ein 26. und ein 30. Platz. In der Saison 1997/98 verpasste er bei allen normalen Weltcupspringen den zweiten Durchgang. Lediglich bei der auch zum Weltcup zählenden Skiflug-Weltmeisterschaft 1998 in Oberstdorf konnte den 16. Rang belegen. Auch bei den Olympischen Winterspielen 1998 in Nagano konnte er seine Leistung steigern und von der Großschanze den 15. Platz belegen, nachdem er zuvor von der Normalschanze 28. geworden war. In der Weltcupsaison 1998/99 konnte er sich fast immer unter den besten 20 platzieren und im Februar 1999 in Harrachov als Dritter einen weiteren Podestplatz feiern. Bei der Nordischen Skiweltmeisterschaft 1999 in Ramsau belegte er von der Normalschanze den elften Platz, von der Großschanze wurde er 28. In den folgenden Saisons 1999/2000 und 2000/01 verpasste er, wenn er sich überhaupt für einen Weltcup qualifizieren konnte, zumeist den zweiten Durchgang. 2001 beendete er seine Karriere.

## Statistik

### Weltcup-Platzierungen
| Saison  | Platz | Punkte |
| ------- | ----- | ------ |
| 1993/94 | 71.   | 015    |
| 1994/95 | 16.   | 338    |
| 1995/96 | 44.   | 098    |
| 1996/97 | 21.   | 242    |
| 1997/98 | 62.   | 029    |
| 1998/99 | 18.   | 385    |
| 1999/00 | 65.   | 014    |